# Circondario di Kidal
Il circondario di Kidal è un circondario del Mali facente parte della regione omonima. Il capoluogo è Kidal.

## Geografia antropica

### Suddivisioni amministrative
Il circondario di Kidal è suddiviso in 3 comuni:
- Anéfif
- Essouk
- Kidal